# Bob Danaya
Le docteur Robert Tawa Danaya, dit Bob Danaya, est un médecin, syndicaliste et homme politique papou-néo-guinéen.

## Biographie
Pédiatre à l'Hôpital général de Port-Moresby, la capitale du pays, et président de la Société de pédiatrie de Papouasie-Nouvelle-Guinée de 1994 à 1997, il devient président du syndicat Association nationale des médecins et des travailleurs de santé (National Doctors and Health Workers Association). À cette fonction, il obtient en 1998 du gouvernement de Bill Skate une amélioration du statut des médecins du service public, arguant que cela encouragera davantage de personnes à devenir médecins dans ce pays qui en manque, mais proteste lorsqu'en 2001 le gouvernement de Mekere Morauta annule une augmentation du salaire minimum des salariés en zone rurale, concédée auparavant aux syndicats,. À la croisée de ses missions de pédiatre et de dirigeant syndical, il co-rédige notamment un article pour le journal de l'Organisation mondiale de la santé appelant à ce que les lois permettant aux mères de nourrissons de bénéficier de temps de pause sur leur lieu de travail pour la tétée de leur bébé soient mieux appliquées, et qu'une campagne d'information sensibilise les « mères qui travaillent » à leurs droits et aux bienfaits de la tétée (par opposition à la bouteille) pour la santé de leur enfant.
Il rejoint le Parti travailliste de Papouasie-Nouvelle-Guinée lorsque celui-ci est fondé en 2001 par le Congrès des syndicats de Papouasie-Nouvelle-Guinée. Se présentant avec cette étiquette aux élections législatives de 2002, il est élu gouverneur de la province de l'Ouest avec, à ce titre, un siège au Parlement national ; il y est le seul élu travailliste. Ayant affronté cinquante-trois autres candidats dans cette circonscription provinciale, il est élu bien que n'ayant recueilli que 6,6 % des voix,,.  Réélu gouverneur et député en 2007 (avec cette fois 31,0 % des voix, et 40,1 % après répartition des préférences, le système électoral du vote alternatif ayant remplacé le scrutin uninominal majoritaire à un tour), il conteste en justice la constitutionnalité d'une loi de 2002 qui restreint la possibilité pour l'opposition parlementaire d'initier une motion de censure contre le gouvernement, et obtient l'annulation de cette loi par la Cour suprême de Papouasie-Nouvelle-Guinée. En 2011, il est l'un des deux seuls députés à voter contre un projet de loi visant à créer au Parlement des sièges réservés aux femmes. Il cite la Bible et argue : « Dans notre culture, Monsieur le président, les hommes sont des guerriers. Ils protègent les femmes. Ils meurent pour elles, Monsieur le président - pas une femme qui part à la guerre. Non, c'est nous qui partons nous battre ! Et en même temps nous les soutenons et nous leur apportons ce dont elles ont besoin ».
Il est battu dans sa circonscription aux élections législatives de 2012, ce qui met un terme à sa carrière politique ainsi qu'à la présence du Parti travailliste au Parlement ; le parti se dissout peu après,,.